# (250526) Steinerzsuzsanna
(250526) Steinerzsuzsanna est un astéroïde de la ceinture principale.

## Description
(250526) Steinerzsuzsanna est un astéroïde de la ceinture principale. Il fut découvert le 11 août 2004 à Piszkesteto par Krisztián Sárneczky et Tamás Szalai (astronome). Il présente une orbite caractérisée par un demi-grand axe de 3,13 UA, une excentricité de 0,08 et une inclinaison de 12,0° par rapport à l'écliptique.

## Compléments